# Stanisław Góra (ludowiec)
Stanisław Góra (ur. 12 sierpnia 1908 w Bondyrzu, zm. ?) – polski rolnik, poseł na Sejm PRL V kadencji.

## Życiorys
Uzyskał wykształcenie podstawowe. Prowadził indywidualne gospodarstwo rolne. W 1969 uzyskał mandat posła na Sejm PRL w okręgu Zamość z ramienia Zjednoczonego Stronnictwa Ludowego. W parlamencie pracował w Komisji Rolnictwa i Przemysłu Spożywczego. Został odznaczony Złotym Krzyżem Zasługi z Mieczami oraz Medalem Zwycięstwa i Wolności 1945.